# Harilaq-erőd
A Harilaq-erőd egy építmény Koszovó középső részén, 16 km-re délnyugatra Pristinától, 9 km-re délkeletre Kosovo Poljétól, a Čičavica hegység egyik csúcsán.
Története visszanyúlik a római időszakig, a 4–6. század idejére. A vár maradványait 2005-ben fedezték fel a Koszovói Régészeti Intézet régészei, melynek Prof. dr. Drancolli Yahya az igazgatója. 
Az első eredmények alapján a régészek feltételezik, hogy az erőd kétszintes volt, melyek közül az első emelet a negyedik században épült, míg a második emelet a 6. század utolsó felében épülhetett, amely Justianus császár idejéből való. 
A régészek által feltárt felső réteg, amelyen az ásatások zajlanak mintegy 100×150 m kiterjedésű és a szakemberek már megtisztították a fölső talajrétegtől. A munkálatok jelenleg is folyamatban vannak.

## Fordítás
Ez a szócikk részben vagy egészben  a   Kështjella e Harilaqit című albán Wikipédia-szócikk ezen változatának fordításán alapul.  Az eredeti cikk szerkesztőit annak laptörténete sorolja fel. Ez a jelzés csupán a megfogalmazás eredetét és a szerzői jogokat jelzi, nem szolgál a cikkben szereplő információk forrásmegjelöléseként.